# القاضي الجرجاني
أبو الحسن الجُرجاني (322- 392 هـ / 933- 1001 م)، علي بن عبد العزيز بن الحسن بن علي القاضي الجرجاني، عالم موسوعيٌّ وأديب ناقد من أعلام القرن الرابع للهجرة.

## سيرته
ولد بجرجان ونشأ بها وتلقى تعليمه الأول فيها، ثم رحل بصحبة أخيه إلى نيسابور لطلب العلم وهو لم يبلغ الحلم. ويبدو أن تعليمه في نيسابور أشعل فيه جذوة الشغف بالعلم، فأكثر الرحيل في طلبه، فرحل إلى العراق والشام وغيرهما. اتصل بالصاحب بن عبّاد الذي كان وزيرًا لبني بويه، فاختص به ومكث عنده، وبلغ من المكانة عنده درجة عالية، فولاه قضاء جُرجان، ثم ولاه القضاء بالرِّيّ، حيث يقيم الصاحب بن عبَّاد، ثم ارتقى به إلى رئاسة القضاء، واستمر في هذا المنصب إلى وفاته.
يشير تقلده منصب القضاء إلى معرفته بالعلوم الإسلامية الواسعة، وهذا واضح فيما ينسب إليه من مؤلفات كتفسير القرآن المجيد، وكتاب في الدلالة، كما تظهر معرفته بالتاريخ من تأليفه كتابًا في الأنساب وآخر في السيرة سماه تهذيب التاريخ. لكن شهرة القاضي الجرجاني واستمراره مؤثراً على مر العصور لا تعود إلى هذين الحقلين من المعرفة، وإنما تعود إلى معرفته الأدبية والنقدية بما روي له من شعر، حتى تحدث مترجموه عن ديوان له، وبمؤلفه عن المتنبي خاصة وهو كتاب الوساطة بين المتنبي وخصومه.
ظهر مؤلفه الوساطة بين المتنبي وخصومه وقت أن كان الخلاف حول المتنبي شديدًا. فمن النقاد من يبجله، ويرتفع به، ومنهم من يراه شاعرًا عاديًا بل ضعيفًا يقع في أخطاء، لا يقع فيها الناشئة من الشعراء، فجعل الجرجاني مهمته إحقاق الحق في المتنبي والدفاع عنه، وقام كتابه على افتراض أن المتنبي شاعر كسائر الشعراء يخطئ ويصيب، لكن علينا أن نغفر سيئاته لحسناته، وألا نجعل السيئات تُذْهِب الحسنات، مستفيدًا من معرفته بالتراث النقدي، فجوانب السلب عند بعض الشعراء الجاهليين، مثلا، لم تجعل النقاد يغفلون جوانب الجودة عندهم. فالوساطة كتاب في النقد التطبيقي، وإن لم يخلُ أيضًا من معالجة بعض القضايا النظرية مثل مفهوم الشعر وأدواته، وتمثله لعمود الشعر، ورأيه في العلاقة بين الدين والشعر، وفي السرقات الشعرية والمقاييس النقدية وجدواها. ويقف مؤرخو النقد عند رأيه في هذه القضايا، ويميزونه عن آراء غيره من السابقين أو المعاصرين له. وكتاب الوساطة مطبوع متداول.

## من تلامذته
- عبد القاهر الجُرْجاني

## مؤلفاته
1. الوساطة بين المتنبي وخصومه.
2. تفسير القرآن المجيد.
3. تهذيب التاريخ.
4. ديوان القاضي الجُرْجاني علي بن عبد العزيز (ت 392هـ)، حققه سَميح إبراهيم صالح، دار البشائر بدمشق، 2003.

## من شعره
من أشهر شعره:

## وفاته
توفي في الري ودفن في جرجان سنة 392 هـ في عهد الخليفة العباسي القادر بالله تعالى.